# Рекс Селлерс
Рекс Селлерс (англ. Rex Sellers, 11 листопада 1950) — новозеландський яхтсмен.
Олімпійський чемпіон 1984 року в класі Торнадо, срібний призер 1988 року в класі Торнадо.